# Crooked (rivière, Oregon)
Pour les articles homonymes, voir Crooked (rivière).
La Crooked (Crooked River) est un cours d'eau de 233 kilomètres dans l'Oregon aux États-Unis. Il se jette dans la Deschutes, un affluent du fleuve Columbia.

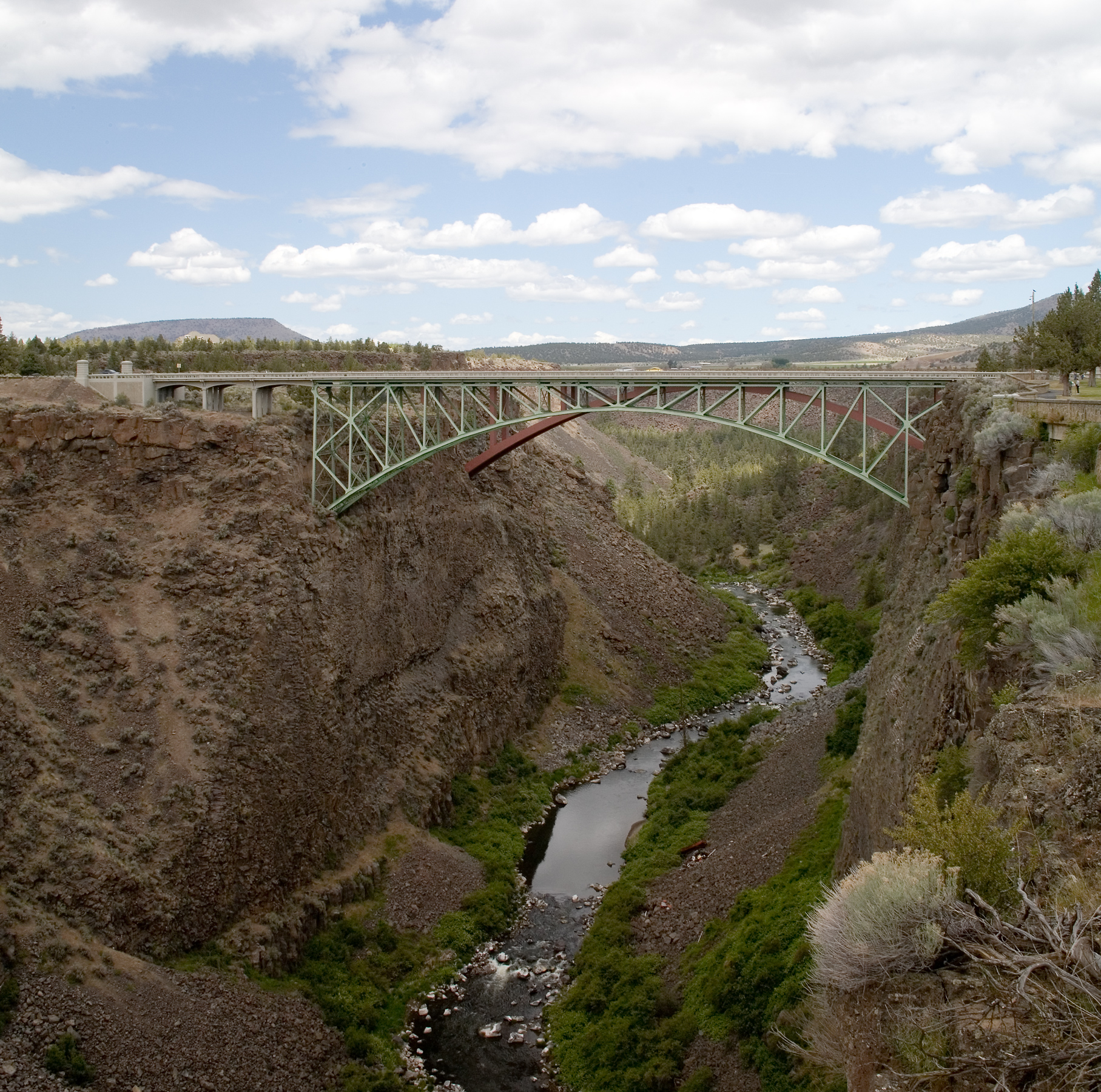
Le Crooked River High Bridge enjambant la rivière Crooked dans le comté de Jefferson.